# Thomas Fowell Buxton d.y.
Thomas Fowell Buxton, 3:e baronet Buxton, född 26 januari 1837 och död 28 oktober 1915, var en brittisk filantrop, politiker och ämbetsman.
Buxton var liberal ledamot av underhuset 1865-68, och guvernör i Sydaustralien 1895-98.
Thomas Fowell Buxton var far till politikerna Sydney Charles Buxton, Noel Buxton och Charles Roden Buxton.